# Jakob Mankoč
Jakob Mankoč, slovenski veletrgovec z lesom v Trstu, * 8. julij 1812, Kal pri Pivki, † 17. december 1900, Trst.

## Življenje in delo
Rodil se je v družini Blaža in Marije Mankuč v Kalu pri Sv. Petru na Krasu (sedaj Pivka). Prvotni priimek Mankuč je cesarsko-kraljevo namestništvo v Trstu 20. maja 1898 spremenilo v Mankoč. Leta 1847 je v Trstu pričel z malo lesno trgovino, ki se je z leti razvila v veletrgovino. Kasneje je kupil  več nepremičnin, tako da ga prištevajo med najbogatejše tržaške Slovence tistega časa. Marica Nadlišek Bartol piše, da se Jakob Mankoč »po vzgledu mnogih Kranjcev, Kraševcev in drugih slovenskih priseljencev ni navzel italijanskega duha ter je ostal do smrti mož slovenskih korenin«. Jakob Mankoč in njegova družina v kateri se je rodilo 9 otrok je darovala mnoge denarne ali druge dragocene darove tržaški podružnici Družbe svetega Cirila in Metoda in sofinancirala gradnjo tržaškega Narodnega doma.